# Corydoras multimaculatus
Corydoras multimaculatus är en fiskart som beskrevs av Steindachner, 1907. Corydoras multimaculatus ingår i släktet Corydoras och familjen Callichthyidae. Inga underarter finns listade i Catalogue of Life.